# Mr Gay Japan
Mr Gay Japan (tiếng Nhật: ミスター・ゲイ・ジャパン) là cuộc thi sắc đẹp dành cho nam giới được thành lập vào năm 2018, Mr Gay Japan có mục tiêu tìm ra một hình mẫu trong cộng đồng LGBTQ+, và sẽ cải thiện vị thế của cộng đồng LGBTQ+ và thúc đẩy việc hợp pháp hóa hôn nhân cùng giới tại Nhật Bản.

## Người giữ danh hiệu
| Lần thứ | Năm  | Ngày                | Mr Gay Japan    | Á vương         | Á vương         | Nơi tổ chức        | Số thí sinh | T.k.  |
| Lần thứ | Năm  | Ngày                | Mr Gay Japan    | 1               | 2               | Nơi tổ chức        | Số thí sinh | T.k.  |
| ------- | ---- | ------------------- | --------------- | --------------- | --------------- | ------------------ | ----------- | ----- |
| 1       | 2018 | 1 tháng 4 năm 2018  | Shogo Kemmoku   | Tsubasa         | Silver          | Shibuya, Tokyo     | 5           | [ 1 ] |
| 2       | 2019 | 31 tháng 3 năm 2019 | Tiger Shigetaké | Benson          | Moa             | Shibuya, Tokyo     | 5           | [ 2 ] |
| 3       | 2021 | 10 tháng 4 năm 2021 | Hiro            | Hajime          | Không trao giải | Online             | 4           | [ 3 ] |
| 4       | 2022 | 6 tháng 8 năm 2022  | Aiki Tanaka     | Không trao giải | Không trao giải | Yokosuka, Kanagawa | 5           | [ 4 ] |
| 5       | 2023 | 16 tháng 7 năm 2023 | Daiki Yoshioka  | Không trao giải | Không trao giải | Chiyoda, Tokyo     | 3           | [ 5 ] |
| 6       | 2024 | 20 tháng 7 năm 2024 | Gaki            | Koh             | Không trao giải | Minato, Tokyo      | 2           | [ 6 ] |
| 7       | 2025 | 10 tháng 9 năm 2025 |                 |                 |                 | MSC Bellissima     | 4           |       |

## Các lần tổ chức Mr Gay Japan

### 2018
Mr Gay Japan 2018 là cuộc thi Mr Gay Japan lần thứ 1 được tổ chức tại Shibuya, Tokyo vào ngày 1 tháng 4 năm 2018. Có 5 thí sinh dự thi, Shogo Kemmoku đăng quang ngôi vị Mr Gay Japan.
Kết quả
| Hạng                  | Thí sinh        |
| --------------------- | --------------- |
| Mister Gay Japan 2018 | - Shogo Kemmoku |
| Á vương 1             | - Tsubasa       |
| Á vương 2             | - Silver        |
| Top 5                 | - Kaz - Tony    |

Các giải thưởng
| Giải thưởng             | Thí sinh        |
| ----------------------- | --------------- |
| Best Social Media Award | - Shogo Kemmoku |

### 2019
Mr Gay Japan 2019 là cuộc thi Mr Gay Japan lần thứ 2 được tổ chức tại Shibuya, Tokyo vào ngày 1 tháng 4 năm 2019. Có 5 thí sinh dự thi, Tiger Shigetaké đăng quang ngôi vị Mr Gay Japan.
Kết quả
| Hạng                  | Thí sinh          |
| --------------------- | ----------------- |
| Mister Gay Japan 2018 | - Tiger Shigetaké |
| Á vương 1             | - Benson          |
| Á vương 2             | - Moa             |
| Top 5                 | - Akira - Takumi  |

Các giải thưởng
| Giải thưởng             | Thí sinh          |
| ----------------------- | ----------------- |
| Best Social Media Award | - Tiger Shigetaké |

### 2021
Mr Gay Japan 2021 là cuộc thi Mr Gay Japan lần thứ 4 được tổ chức tại trực tuyến do đại dịch COVID-19 vào ngày 10 tháng 4 năm 2021. Có 4 thí sinh dự thi, Hiro đăng quang ngôi vị Mr Gay Japan.
Kết quả
| Hạng                  | Thí sinh         |
| --------------------- | ---------------- |
| Mister Gay Japan 2021 | - Hiro           |
| Á vương 1             | - Hajime         |
| Top 4                 | - Hide - Mitsuru |

Các giải thưởng
| Giải thưởng               | Thí sinh           |
| ------------------------- | ------------------ |
| Best Social Media Award   | - Hide             |
| Mister Congeniality Award | - Hajime - Mitsuru |
| Jack’d Award              | - Hajime           |

### 2022
Mr Gay Japan 2022 là cuộc thi Mr Gay Japan lần thứ 4 được tổ chức tại Yokosuka Arts Theatre, Yokosuka, Kanagawa vào ngày 6 tháng 8 năm 2022. Có 5 thí sinh dự thi, Aiki Tanaka đăng quang ngôi vị Mr Gay Japan.
Kết quả
| Hạng                  | Thí sinh                                            |
| --------------------- | --------------------------------------------------- |
| Mister Gay Japan 2022 | - Aiki Tanaka                                       |
| Top 5                 | - Ryo Katou - Shiro - Tatsumi Fujii Howell - Tomoya |

Các giải thưởng
| Giải thưởng                | Thí sinh               |
| -------------------------- | ---------------------- |
| Mister Social Contribution | - Tomoya               |
| Mister Social Media        | - Shiro                |
| Mister Congeniality        | - Tatsumi Fujii Howell |
| Mister Empowerment         | - Ryo Katou            |

Các thí sinh
| Thí sinh             | Tuổi | Quê quán |
| -------------------- | ---- | -------- |
| Ryo Katou            | 40   | Chiba    |
| Aiki Tanaka          | 31   | Tokyo    |
| Shiro                | 29   | Hokkaido |
| Tatsumi Fujii Howell | 35   | Saitama  |
| Tomoya               | 32   | Okayama  |

### 2023
Mr Gay Japan 2023 là cuộc thi Mr Gay Japan lần thứ 5 được tổ chức tại Chiyoda, Tokyo vào ngày 16 tháng 7 năm 2023. Có 3 thí sinh dự thi, Daiki Yoshioka đăng quang ngôi vị Mr Gay Japan.
Kết quả
| Hạng                  | Thí sinh                      |
| --------------------- | ----------------------------- |
| Mister Gay Japan 2023 | - Daiki Yoshioka              |
| Top 3                 | - Satoshi Nara - Tokuichi Ito |

Các giải thưởng
| Giải thưởng         | Thí sinh       |
| ------------------- | -------------- |
| Mister Congeniality | - Satoshi Nara |
| Mister Empowerment  | - Tokuichi Ito |

### 2024
Mr Gay Japan 2024 là cuộc thi Mr Gay Japan lần thứ 6 được tổ chức tại Minato, Tokyo vào ngày 20 tháng 7 năm 2024. Có 2 thí sinh dự thi, Gaki đăng quang ngôi vị Mr Gay Japan.
Kết quả
| Hạng                  | Thí sinh |
| --------------------- | -------- |
| Mister Gay Japan 2024 | - Gaki   |
| Á vương 1             | - Koh    |

### 2025
Mr Gay Japan 2025 là cuộc thi Mr Gay Japan lần thứ 7 được tổ chức tại MSC Bellissima vào ngày 10 tháng 9 năm 2025. Có 4 thí sinh dự thi.
Kết quả
| Hạng                  | Thí sinh |
| --------------------- | -------- |
| Mister Gay Japan 2025 |          |
| Á vương 1             |          |

Các thí sinh
| Thí sinh      | Tuổi | Quê quán |
| ------------- | ---- | -------- |
| Mauie C. Pone |      |          |
| Tomoki        | 28   | Yokohama |
| Yuta Kuroda   |      |          |
| Chansuke      |      | Tokyo    |

## Dự thi quốc tế

### Mr Gay World
Chú thích màu
- : Nam vương
- : Á vương
- : Top chung kết
- : Top bán chung kết
- : Được giải thưởng đặc biệt

| Năm  | Thí sinh        | Thứ hạng | Giải thưởng đặc biệt |
| ---- | --------------- | -------- | -------------------- |
| 2018 | Shogo Kemmoku   |          |                      |
| 2019 | Tiger Shigetaké | Top 10   |                      |